# The Sadness
The Sadness  is een Taiwanese zombiefilm uit 2021. De film is geregisseerd door Rob Jabbaz. 
De film draait om een virus dat mensen verandert in bloeddorstige mutanten die kunnen denken en praten. De makers van de film hebben bestaande ziektes bestudeerd en als inspiratie gebruikt voor de besmette personages. Er zijn ten behoeve van de opnames fysieke modellen gemaakt van lichaamsdelen, organen, exploderende hoofden en ernstige verwondingen, waardoor bezuinigd kon worden op digitale animatie in de postproductie.
Regisseur Rob Jabbaz heeft speciaal gekozen voor het tonen van expliciete beelden. In Taiwanese films is dit doorgaans weinig gebruikelijk, omdat een bloederige film een strengere filmkeuring krijgt en dus voor een kleiner publiek toegankelijk is.

## Cast
- Berant Zhu als Jim
- Regina Lei als Kat
- Tzu-Chiang Wang als The Businessman
- Emerson Tsai als Warren Liu
- Wei-Hua Lan als Dr. Alan Wong
- Ralf Chiu als Mr. Lin
- Lue-Keng Huang als Kevin, MRT Employee
- Ying-Ru Chen als Molly